# Вики Чейс
Вики Чейс (на английски: Vicki Chase) е американска порнографска актриса и екзотична танцьорка от мексикански произход.

## Ранен живот
Родена е на 5 февруари 1985 г. в Лос Анджелис, щата Калифорния, САЩ. Израства в квартал Бойл Хайтс на Лос Анджелис, населен предимно с хора от мексикански произход.
Работи като банков касиер в банката „Чейс“ до 2009 г. Там, докато работи, тя среща порноактьора Ерик Джон, за когото по-късно се омъжва и който я насочва към кариера в порнографията. Второто име в псевдонима ѝ – Чейс, заимства от името на банката, за която работи.

## Кариера
Дебютът ѝ като изпълнителка в порнографската индустрия е на 2 ноември 2009 г. Първата си сцена снима в поредицата „Fucked Up Handjobs“ на студиото „PornPros“. Първоначално започва като свободен агент, но през януари 2010 г. подписва договор с агенцията „LA Direct Models“, която да я представлява в индустрията.
През 2012 г. се снима в генбенг сцена за поредицата „Bound Gang Bangs“ на уебсайта Kink.com. В тази сцена тя си партнира с петима мъже и прави за първи път в кариерата си двойно анално проникване и тройно проникване (едновременно двойно вагинално и единично анално проникване).
През 2014 г. излиза първият шоукейс филм на Чейс – „В за Вики“ („V for Vicki“) с режисьор Джони Дарко. В него тя участва във всички пет сцени, правейки различни секс изпълнения, включително блоубенг, двойно проникване, двойно анално проникване, генгбенг само с момичета и др. Филмът печели наградата на AVN за най-добър шоукейс филм на звезда и наградата на XRCO за най-добър гонзо филм.
Участва като специален гост на еротичните изложения през 2014 г. и 2016 г. в град Йоханесбург, Южна Африка, като е наречена в местните медии „международна порнозвезда“.
Популярна е със сцените си, в които прави орален секс, като е наричана „кралица на оралния оргазъм“. Печели AVN наградата за най-добра сцена с орален секс (2015 г.) и четири пъти става носителка на наградата на XRCO за орален оргазъм (2014, 2015, 2016 и 2017 г.)

## Мейнстрийм изяви
Участва с малка роля в първия епизод от седмия сезон на американския сериал „Синове на анархията“. Чейс заедно с още няколко порноактриси се появява в сцената от този епизод, наречена „Добре дошъл у дома – стриптийз и порно парти“, която е във възка със завръщането на Джаксън Телър от затвора.
През 2016 г. е включена в списъка „Мръсната дузина: най-големите звезди на порното“ на телевизионния канал CNBC.

## Личен живот
През януари 2010 г. се омъжва за порноактьора Ерик Джон на публична церемония по време на еротичното изложение на AVN. През 2013 г. Чейс заявява в свое интервю, че е в процес на развод.
В интервю за уебсайта SimLeaf.com заявява, че редовно употребява канабис.
Има татуировка от лявата страна на торса, представляваща надпис: II-VI-VIII V, показващ рождената ѝ дата.

## Награди и номинации
AVN награда
| Година | Резултат  | Категория | Филм                                                       |
| ------ | --------- | --- | ---------------------------------------------------------- |
| 2015   | Носителка | Най-добър шоукейс на звезда | „В за Вики“ („V for Vicki“)                                |
| 2015   | Носителка | Най-добра сцена с орален секс | „Позволи ми да ти го смуча 6“                              |
| 2015   | Номинация | Най-добра сцена с групов секс само с момичета (със Сара Шевън и Лили Лейбоу)                                                                                               | „Pretty Sloppy 5“                                          |
| 2015   | Номинация | Най-добра сцена с двойно проникване (с Мик Блу и Крис Строукс) | „В за Вики“ („V for Vicki“)                                |
| 2015   | Номинация | Най-добра сцена с групов секс (с Аса Акира, Обри Адамс, Джесика Дрейк, Кейлани Лей, Сара Джеси, Брад Армстронг, Ерик Мастерсън, Ерик Евърхард, Мистър Пийт, Райън Маклейн) | „Последствия“ („Aftermath“)                                |
| 2016   | Номинация | Изпълнителка на годината | –                                                          |
| 2016   | Номинация | Най-добра сцена с орален секс | „Sperm Diet“                                               |
| 2016   | Номинация | Най-добра сцена с групов секс само с момичета (с Джесика Дрейк, Катрина Джейд, Лезли Зен, и Реми Лакроа)                                                                   | „Massage School Dropouts“                                  |
| 2016   | Номинация | Най-добра сцена с двойно проникване (с Рамон Номар и Тони Рибас) | „All Stuffed Up“                                           |
| 2017   | Номинация | Изпълнителка на годината | –                                                          |
| 2017   | Номинация | Най-добра сцена с групов секс само с момичета (със Саша Харт, Габриела Палтрова и Йиви)                                                                                    | „Секс игри“ („Sex Games“)                                  |
| 2017   | Номинация | Най-добра сцена с анален секс (с Мик Блу) | „Performers of the Year 2016“                              |
| 2017   | Номинация | Най-добра сцена с групов секс (със Калина Рю, Аника Олбрайт и Мик Блу) | „Най-добрият ден на Мик Блу“ („Mick Blue's Best Day Ever“) |
| 2017   | Номинация | Най-жестока секс сцена (с Майк Адриано) | „True Anal“                                                |

XBIZ награда
| Година | Резултат  | Категория                                                                               | Филм             |
| ------ | --------- | --------------------------------------------------------------------------------------- | ---------------- |
| 2011   | Номинация | Най-добра нова звезда                                                                   | –                |
| 2012   | Номинация | Изпълнителка на годината                                                                | –                |
| 2013   | Носителка | Най-добра сцена само с момичета (с Кейдън Крос, Райли Стийл, Селена Роуз и Джеси Джейн) | „Майки и дъщери“ |

XRCO награда
| Година | Резултат  | Категория        | Филм |
| ------ | --------- | ---------------- | ---- |
| 2013   | Носителка | Невъзпята сирена | –    |
| 2014   | Носителка | Орален оргазъм   | –    |
| 2014   | Носителка | Невъзпята сирена | –    |
| 2015   | Носителка | Орален оргазъм   | –    |
| 2015   | Номинация | Супермръсница    | –    |
| 2015   | Номинация | Анален оргазъм   | –    |
| 2016   | Носителка | Орален оргазъм   | –    |
| 2017   | Носителка | Орален оргазъм   | –    |
| 2017   | Носителка | Анален оргазъм   | –    |